# Piotr Myszka
Piotr Myszka né le 25 juillet 1981, est un véliplanchiste polonais. 

## Palmarès

### Jeux olympiques
- 2016 à Rio de Janeiro (Brésil)
  - 4e en RS:X

### Championnats du monde
- Médaille d'or de RS:X en 2016.
- Médaille d'or de RS:X en 2010.
- Médaille d'argent de RS:X en 2011.
- 7e de RS:X en 2006.

### Coupe du monde
- 2012-2013
  - 2e à Hyères
- 2013-2014
  - 1er à Hyères
- 2014-2015
  - 2e à Hyères
- 2015-2016
  - 1er à Hyères

### Championnats d'Europe
- Médaille de bronze de RS:X en 2010.
- 4e de RS:X en 2021.

### Championnat de Pologne
* Champion à plusieurs reprises en RS:X et en Mistral One Design.[Quand ?]